# 看守政府
看守政府（英語：caretaker government）亦稱臨時政府、臨時内閣，是指一个临时的特設政府，此類政府會在一个国家选举或组建正规政府之前履行一些政府职责和职能，不過代议制民主国家的看守政府通常职能有限，只能维持日常的政府職能，不能組織進行立法和行政，因其没有行使上述职能的合法授权（选举賦予的權力）。看守政府一般出現在議會制國家，其成員通常由随机挑选的国会议员或即将從中央政府离任的國會议员组成，正式政府成立後，看守政府成員將全部辭職。
在總統制國家的定義當中，「看守政府」，或稱跛鴨（Lame Duck），被用來專門指稱「新任總統已經當選，但尚未就職」期間的現任政府。由於總統選舉的新民意已經產生，現任總統的政策影響力大幅削減。在半總統制的政治制度中，因為有內閣的存在（即總統並非政府領導人），因此若有新一任的總統產生，則現任總統在位期間所組成的政府則稱為「看守內閣」。